# 任光 (音乐家)
任光（1900年11月9日—1941年1月12日），笔名前发，浙江嵊州城关镇东前街(现属白莲堂社区)人，中华民国音乐家。

## 生平

### 早期经历
生于石匠家庭。中学毕业后入上海震旦大学。1919年8月25日，乘盎特莱蓬号轮离开中国，于10月1日抵达法国马赛，进入里昂大学音乐系勤工俭学，并在一家钢琴厂当学徒。1924年毕业后，受聘于安南亚佛音乐钢琴制造厂，任经理。1927年底与法籍妻子葛莱泰回国后，后因妻子不适应贫穷落后又逢战乱的生活，执意返回法国，二人离婚。1928年，在上海百代唱片任音乐部主任，从事创作歌曲，并为电影、戏剧配乐。作为外商的高级雇员，在徐家汇有幢花园式小洋房，还有一辆奥斯汀私家小汽车，月薪已高达数百圆。
九一八事变后，亲眼目睹了一二八淞沪抗战全过程，写出歌曲《十九路军》，是当年最早的抗日歌曲之一。1932年，左翼文艺运动开始向电影界拓展，中国共产党在上海成立“中国电影文化协会”，任光与聂耳、夏衍、田汉、蔡楚生等人当选为执委。任光由此“触电”，开启了电影音乐创作阵地。与聂耳、冼星海等一起发起组织参加左翼剧联音乐小组及歌曲作者协会、苏联之友音乐小组、中国新兴音乐研究会。1934年春天，聂耳在任光的介绍下加入百代唱片公司。任光、聂耳组建了一个微型的百代国乐队，也称“森森国乐队”，平时只有四、五个演奏员，存在3年间留下了聂耳的《翠湖春晓》《金蛇狂舞》、任光的《彩云追月》和黄贻均的《花好月圆》这四首影响极大、流传极广的民族器乐曲。王为一在回忆文章里写：“这个乐队说起来也很可怜，一共只录取了4个人：一个是暨南大学的学生林之音，他会吹笛子；一个是姓徐的商店小职员，他会弹琵琶；一个是很年轻的陈中，会拉二胡，抗战时给敌机炸死了；还有一个是我。大家的演奏水平并不高，聂耳就是这四人国乐队的队长。”参与过“百代国乐队”的人，有作曲家聂耳、任光，有演奏家、教育家卫仲乐、林之音(原名林志音），有指挥家黄贻钧、秦鹏章、章彦，甚至还有电影导演王为一（原名王芝泉）。
1934年6月14日，电影《渔光曲》在上海金城大戏院首映，立即轰动了上海滩，连续放映了84天座无虚席。任光将安娥作词的同名主题曲与电影主题融合，同时又渲染、烘托和升华了主题。大街小巷广为传唱，《渔光曲》唱片大卖。1935年《渔光曲》在莫斯科国际电影节上获得“荣誉奖”，成为中国第一部国际获奖影片。”《渔光曲》的成功也奠定了任光在电影音乐史上的地位。。1941年初夏，延安新华广播电台开播的前奏曲，就用过《渔光曲》。
1935年5月9日，《义勇军进行曲》首次在上海东方百代唱片公司录音棚内(今徐家汇公园小红楼)灌成唱片发行。一星期后，该录音转录到了电影《风云儿女》胶片上，完成了整部影片的后期制作。
1936年5月，以“前发”为笔名谱曲《打回老家去》，灌成唱片面世，迅速流传，与聂耳的《义勇军进行曲》、冼星海的《抗日军歌》、吕骥的《中华民族不会亡》等成为抗日救亡歌曲的代表作。
1937年日本驻上海领事馆获悉抗日歌曲的作曲者前发就是法商百代唱片公司的音乐部主任任光，向法国驻上海领事馆提出抗议，指责法国的唱片公司不该制作“敌视日本国”的唱片。1937年8月，上海公共租界工部局、上海法租界公董局下令禁唱《打回老家去》。同时日方公开扬言要追杀任光。1937年8月任光被迫辞职，再度去法国，进巴黎音乐师范学校进修。安娥未能随行，二人就此分手。任光组织领导巴黎华侨合唱团，出席反法西斯侵略大会。

### 抗日战争时期
1938年10月1日，任光偕同教育家陶行知先生一起从法国启程，经香港到达武汉，随后又去长沙、贵阳等地，投入抗日宣传活动。创作了《月光光》、《新莲花落》、《大地行军曲》、《高粱红了》(又名《青纱帐里》)等40余首歌曲。此外，还创作过歌剧《台儿庄》（《洪波曲》）的音乐。1939年8月，去新加坡开展华侨歌咏活动。
1940年7月，任光随叶挺赴皖南参加新四军，在泾县云岭新四军军部战地文化服务处从事宣传工作。创作了《擦枪歌》《新四军东进曲》《王老五反对开小差》等作品。与上海同济医科毕业投奔新四军参加抗日的徐瑞芳结婚。
皖南事变时任光和新婚才3个月的妻子徐瑞芳随新四军军部一起转移，在战斗突围时牺牲。新婚妻子徐瑞芳负伤被俘，后在上饶集中营遭惨杀。《新华日报》发表悼念文章，誉其为“民族的号手”。

## 作品
一生创作歌曲上百首。现存的有40多首。名作除《彩雲追月》(此曲被誤傳改編廣東音樂，實為任光以西洋七聲音階作曲)、《渔光曲》《新四军东进曲》和《打回老家去》外，流传较广的还有《月光光》、《新凤阳歌》、《大地进行曲》、《王老五呀王老五》、《别了，三年的皖南》《大地进行曲》等。1982年，人民音乐出版社出版了《任光歌曲选》。

### 彩云追月
1935年8月，任光在上海百代唱片公司任音乐部主任，聂耳为副主任。为左翼作家联盟的电影配乐兼创作抗日救亡歌曲时，也创作了几首民族器乐曲。聂耳作了《金蛇狂舞》。任光则以越剧音乐为素材，借鉴西洋作曲技法，采用典雅的“探戈”舞曲节奏，吸收江南丝竹音调和轻音乐配器特点而为百代国乐队写的一首民乐合奏曲《彩云追月》。《彩云追月》始终贯穿着“慢探戈”的舞蹈节奏，在旧上海滩的百乐门、大都会、仙乐斯等舞厅、舞会上作为伴奏曲，因而广为传播。
太平洋战争爆发后，百代唱片公司被日本当局控制，《彩云追月》被日本人古贺政男剽窃改编为其署命作品，藤浦光填日语歌词，称《南の花嫁さん》，首唱便是高峰三枝子，1942年在上海灌录成唱片，在日本国内广为传唱。《南の花嫁さん》在当时中国青岛日本控制的歌舞厅演唱，叫做《南方来的新娘》。
辑入1957年音乐出版社出版的《民间器乐广播曲选》第二集。
20世纪50年代初，被改成了舞蹈节奏的唱片，供当时交谊舞会用。1958年初夏，彭修文根据中央广播民族管弦乐团的大型乐队编制，重新配器，将之改编成大型民乐演奏的曲目。改编后的乐曲以富有民族色彩的五声性旋律，上五度的自由模进，竖笛、箫、琵琶、二胡、中胡轮番演奏，秦琴、扬琴、阮弹拨出轻盈的衬腔，弦管合鸣，节奏张弛有度，使音乐在平和中透露出不动声色的活力。间杂的木鱼、吊钹的敲击更衬托出夜的开阔旷远，形象地描绘了浩瀚夜空的迷人景色，赋予了《彩云追月》这部作品更加丰富的音乐色彩。彭修文改编的《彩云追月》乐谱辑入了《交谊舞曲集》第二集，由音乐出版社在1958年7月出版（简谱）。1995年，彭修文再度修改了《彩云追月》的配器，使其更为完善，成为《彩云追月》的民族管弦乐队的权威版本。
1975年，钢琴家王建中将它改编成钢琴曲。曲式改变较小，作品整体以多变的织体和丰富的和声为主要表现手法，用以突出原型作品优美动听的线性旋律，使得能够运用钢琴特有的技法演绎不一样的《彩云追月》。
彭修文和王建中的改编版本知名度最高，流传广泛。当下，诸多音乐会、演唱会几乎采用的都是这两个版本。
2003年花城出版社出版的《广东音乐200首》一书，作者为广东省当代文艺研究所。这本书所选的曲目以中华人民共和国成立前的为主，新中国成立后的为辅，展现了广东音乐发展的历史缩影。不过，这本曲集没有收录《彩云追月》。
2011年浙江电视剧制作中心摄制了电视剧《彩云追月》以志怀念。

## 纪念
中共中央党史研究室将任光定为革命烈士载入《中共党史人物传》丛书立传。
2014年9月1日入选第一批著名抗日英烈、英雄群体名录。

## 家庭
1933年，任光与安娥结婚。次年，二人合作创作了《渔光曲》。1937年，任光因创作《打回老家去》，受到迫害。安娥即资助任光赴法国学习，并由此分手，但两人仍保持着友好的关系。
1938年，安娥与田汉结婚。
1940年，任光与新四军女战士徐韧结婚。徐韧在皖南事变中被俘，后遭杀害。